# 16.ª etapa del Giro de Italia 2023
La 16.ª etapa del Giro de Italia 2023 tuvo lugar el 23 de mayo de 2023 y consistió en una etapa en línea con inicio en el municipio de Sabbio Chiese y final en Monte Bondone sobre un recorrido de 203 km. Esta fue ganada por el portugués João Almeida del equipo UAE Team Emirates, mientras que el británico Geraint Thomas del INEOS Grenadiers consiguió el liderato.

## Clasificación de la etapa
| Sabbio Chiese - Monte Bondone | etapa de montaña | (203 km) |

| \| Clasificación de la etapa \| Clasificación de la etapa \| Clasificación de la etapa \| Clasificación de la etapa \| Clasificación de la etapa \| \| Ciclista \| Ciclista \| Equipo \| Tiempo \| \| \| ------------------------- \| ------------------------- \| ------------------------- \| ------------------------- \| ------------------------- \| \| 1.º \| João Almeida \| UAE Team Emirates \| 5 h 53 min 27 s \| \| \| 2.º \| Geraint Thomas \| Ineos Grenadiers \| + 0 s \| \| \| 3.º \| Primož Roglič \| Jumbo-Visma \| + 25 s \| \| \| 4.º \| Edward Dunbar \| Team Jayco AlUla \| + 25 s \| \| \| 5.º \| Sepp Kuss \| Jumbo-Visma \| + 1 min 03 s \| \| \| 6.º \| Ilan Van Wilder \| Soudal Quick-Step \| + 1 min 16 s \| \| \| 7.º \| Damiano Caruso \| Bahrain Victorious \| + 1 min 16 s \| \| \| 8.º \| Einer Rubio \| Movistar Team \| + 1 min 16 s \| \| \| 9.º \| Laurens De Plus \| Ineos Grenadiers \| + 1 min 16 s \| \| \| 10.º \| Thymen Arensman \| Ineos Grenadiers \| + 1 min 16 s \| \| |                 |                    |                 |
| |                 |                    |                 |
| Fuente: ProCyclingStats |                 |                    |                 |
| Clasificación de la etapa |                 |                    |                 |
| Ciclista | Ciclista        | Equipo             | Tiempo          |
| 1.º | João Almeida    | UAE Team Emirates  | 5 h 53 min 27 s |
| 2.º | Geraint Thomas  | Ineos Grenadiers   | + 0 s           |
| 3.º | Primož Roglič   | Jumbo-Visma        | + 25 s          |
| 4.º | Edward Dunbar   | Team Jayco AlUla   | + 25 s          |
| 5.º | Sepp Kuss       | Jumbo-Visma        | + 1 min 03 s    |
| 6.º | Ilan Van Wilder | Soudal Quick-Step  | + 1 min 16 s    |
| 7.º | Damiano Caruso  | Bahrain Victorious | + 1 min 16 s    |
| 8.º | Einer Rubio     | Movistar Team      | + 1 min 16 s    |
| 9.º | Laurens De Plus | Ineos Grenadiers   | + 1 min 16 s    |
| 10.º | Thymen Arensman | Ineos Grenadiers   | + 1 min 16 s    |

## Clasificaciones al final de la etapa

### Clasificación general(Maglia Rosa)
| \| Clasificación general \| Clasificación general \| Clasificación general \| Clasificación general \| Clasificación general \| \| Ciclista \| Ciclista \| Equipo \| Tiempo \| \| \| --------------------- \| --------------------- \| --------------------- \| --------------------- \| --------------------- \| \| 1.º \| Geraint Thomas \| Ineos Grenadiers \| 67 h 32 min 35 s \| \| \| 2.º \| João Almeida \| UAE Team Emirates \| + 18 s \| \| \| 3.º \| Primož Roglič \| Jumbo-Visma \| + 29 s \| \| \| 4.º \| Damiano Caruso \| Bahrain Victorious \| + 2 min 50 s \| \| \| 5.º \| Edward Dunbar \| Team Jayco AlUla \| + 3 min 03 s \| \| \| 6.º \| Lennard Kämna \| Bora-Hansgrohe \| + 3 min 20 s \| \| \| 7.º \| Bruno Armirail \| Groupama-FDJ \| + 3 min 22 s \| \| \| 8.º \| Andreas Leknessund \| Team DSM \| + 3 min 30 s \| \| \| 9.º \| Thymen Arensman \| Ineos Grenadiers \| + 4 min 09 s \| \| \| 10.º \| Laurens De Plus \| Ineos Grenadiers \| + 4 min 32 s \| \| |                    |                    |                  |
| |                    |                    |                  |
| Fuente: ProCyclingStats |                    |                    |                  |
| Clasificación general |                    |                    |                  |
| Ciclista | Ciclista           | Equipo             | Tiempo           |
| 1.º | Geraint Thomas     | Ineos Grenadiers   | 67 h 32 min 35 s |
| 2.º | João Almeida       | UAE Team Emirates  | + 18 s           |
| 3.º | Primož Roglič      | Jumbo-Visma        | + 29 s           |
| 4.º | Damiano Caruso     | Bahrain Victorious | + 2 min 50 s     |
| 5.º | Edward Dunbar      | Team Jayco AlUla   | + 3 min 03 s     |
| 6.º | Lennard Kämna      | Bora-Hansgrohe     | + 3 min 20 s     |
| 7.º | Bruno Armirail     | Groupama-FDJ       | + 3 min 22 s     |
| 8.º | Andreas Leknessund | Team DSM           | + 3 min 30 s     |
| 9.º | Thymen Arensman    | Ineos Grenadiers   | + 4 min 09 s     |
| 10.º | Laurens De Plus    | Ineos Grenadiers   | + 4 min 32 s     |

### Clasificación por puntos(Maglia Ciclamino)
| Clasificación por puntos | Clasificación por puntos | Clasificación por puntos | Clasificación por puntos | Clasificación por puntos |
| Ciclista                 | Ciclista                 | Equipo                   | Puntos                   |                          |
| ------------------------ | ------------------------ | ------------------------ | ------------------------ | ------------------------ |
| 1.º                      | Jonathan Milan           | Bahrain Victorious       | 176 pts                  |                          |
| 2.º                      | Derek Gee                | Israel-Premier Tech      | 118 pts                  |                          |
| 3.º                      | Pascal Ackermann         | UAE Team Emirates        | 88 pts                   |                          |
| 4.º                      | Toms Skujiņš             | Trek-Segafredo           | 79 pts                   |                          |
| 5.º                      | Nico Denz                | Bora-Hansgrohe           | 75 pts                   |                          |
| 6.º                      | Michael Matthews         | Team Jayco AlUla         | 68 pts                   |                          |
| 7.º                      | Magnus Cort              | EF Education-EasyPost    | 56 pts                   |                          |
| 8.º                      | Marius Mayrhofer         | Team DSM                 | 53 pts                   |                          |
| 9.º                      | Mark Cavendish           | Astana Qazaqstan Team    | 51 pts                   |                          |
| 10.º                     | Vincenzo Albanese        | Eolo-Kometa              | 46 pts                   |                          |

### Clasificación de la montaña(Maglia Azzurra)
| Clasificación de la montaña | Clasificación de la montaña | Clasificación de la montaña        | Clasificación de la montaña | Clasificación de la montaña |
| Ciclista                    | Ciclista                    | Equipo                             | Puntos                      |                             |
| --------------------------- | --------------------------- | ---------------------------------- | --------------------------- | --------------------------- |
| 1.º                         | Ben Healy                   | EF Education-EasyPost              | 164 pts                     |                             |
| 2.º                         | Davide Bais                 | Eolo-Kometa                        | 144 pts                     |                             |
| 3.º                         | Einer Rubio                 | Movistar Team                      | 117 pts                     |                             |
| 4.º                         | Thibaut Pinot               | Groupama-FDJ                       | 114 pts                     |                             |
| 5.º                         | João Almeida                | UAE Team Emirates                  | 55 pts                      |                             |
| 6.º                         | Toms Skujiņš                | Trek-Segafredo                     | 48 pts                      |                             |
| 7.º                         | Karel Vacek                 | Team Corratec-Selle Italia         | 36 pts                      |                             |
| 8.º                         | Davide Gabburo              | Green Project-Bardiani CSF-Faizanè | 33 pts                      |                             |
| 9.º                         | Derek Gee                   | Israel-Premier Tech                | 31 pts                      |                             |
| 10.º                        | Aurélien Paret-Peintre      | AG2R Citroën Team                  | 26 pts                      |                             |

### Clasificación de los jóvenes(Maglia Bianca)
| Clasificación del mejor joven | Clasificación del mejor joven | Clasificación del mejor joven | Clasificación del mejor joven | Clasificación del mejor joven |
| Ciclista                      | Ciclista                      | Equipo                        | Tiempo                        |                               |
| ----------------------------- | ----------------------------- | ----------------------------- | ----------------------------- | ----------------------------- |
| 1.º                           | João Almeida                  | UAE Team Emirates             | 67 h 32 min 53 s              |                               |
| 2.º                           | Andreas Leknessund            | Team DSM                      | + 3 min 12 s                  |                               |
| 3.º                           | Thymen Arensman               | Ineos Grenadiers              | + 3 min 51 s                  |                               |
| 4.º                           | Einer Rubio                   | Movistar Team                 | + 5 min 25 s                  |                               |
| 5.º                           | Santiago Buitrago             | Bahrain Victorious            | + 7 min 03 s                  |                               |
| 6.º                           | Ilan Van Wilder               | Soudal Quick-Step             | + 7 min 28 s                  |                               |
| 7.º                           | Laurens Huys                  | Intermarché-Circus-Wanty      | + 28 min 18 s                 |                               |
| 8.º                           | Filippo Zana                  | Team Jayco AlUla              | + 31 min 11 s                 |                               |
| 9.º                           | Valentin Paret-Peintre        | AG2R Citroën Team             | + 42 min 58 s                 |                               |
| 10.º                          | Alexander Cepeda              | EF Education-EasyPost         | + 50 min 18 s                 |                               |

### Clasificación por equipos"Súper team"
| Clasificación por equipos | Clasificación por equipos | Clasificación por equipos | Clasificación por equipos |
| Equipo                    | Equipo                    | Tiempo                    |                           |
| ------------------------- | ------------------------- | ------------------------- | ------------------------- |
| 1.º                       | Bahrain Victorious        | 202 h 09 min 02 s         |                           |
| 2.º                       | Ineos Grenadiers          | + 32 min 31 s             |                           |
| 3.º                       | Jumbo-Visma               | + 40 min 26 s             |                           |
| 4.º                       | UAE Team Emirates         | + 49 min 03 s             |                           |
| 5.º                       | Bora-Hansgrohe            | + 54 min 33 s             |                           |
| 6.º                       | EF Education-EasyPost     | + 55 min 30 s             |                           |
| 7.º                       | AG2R Citroën Team         | + 1 h 06 min 39 s         |                           |
| 8.º                       | Astana Qazaqstan Team     | + 1 h 11 min 58 s         |                           |
| 9.º                       | Team Jayco AlUla          | + 1 h 28 min 22 s         |                           |
| 10.º                      | Israel-Premier Tech       | + 1 h 39 min 44 s         |                           |

## Abandonos
- Simon Clarke (Israel-Premier Tech) no tomó la salida.
- Davide Ballerini (Soudal Quick-Step) no tomó la salida.
- Amanuel Ghebreigzabhier (Trek-Segafredo) no tomó la salida.
- Pavel Sivakov (INEOS Grenadiers) se retiró durante la etapa.